# لافورس (كيبك)
لافورس (كيبك) (بالإنجليزية: Laforce, Quebec)‏ هي بلدية محلية في كيبيك تقع في كندا في بلدية مقاطعة تميسكامينغ الإقليمية ‏. يقدر عدد سكانها بـ 147 نسمة ومساحتها 587.40 كم2 .